# Kenny Pickett
Pour les articles homonymes, voir Pickett.
(en) Statistiques sur pro-football-reference
Kenny Pickett, né le 6 juin 1998 à Ocean Township dans le New Jersey, est un sportif professionnel américain de football américain jouant au poste de quarterback dans la National Football League (NFL) depuis la saison 2022 et pour la franchise des Browns de Cleveland dès 2025.
Au niveau universitaire, il a joué dans la NCAA Division I FBS pour les Panthers de l'université de Pittsburgh pendant quatre saisons (2017-2021) avant d'être sélectionné en 20e choix global lors du premier tour de la draft 2022 par la franchise des Steelers de Pittsburgh.
Échangé aux Eagles de Philadelphie en 2024, il rejoint les Browns de Cleveland dès la saison 2025.

## Biographie

### Carrière universitaire
À la suite de la pandémie de Covid-19, la NCAA a accordé à tous les athlètes de l'automne 2020 une année d'éligibilité supplémentaire. Pickett utilise cette option pour revenir en tant que quarterback titulaire des Panthers en 2021, sa quatrième en tant que titulaire des Panthers. Il y  au cours de laquelle il gagne 4 319 yards et inscrit 42 touchdowns.
Considéré comme l'un des meilleurs quarterbacks des Panthers depuis Dan Marino, il se retire avant le Peach Bowl et conclut sa carrière universitaire avec les records à la passe de l’université en termes de yards (12 303), de passes complétées (1 045) et de touchdowns inscrits (81).

### Carrière professionnelle

#### Draft
Kenny Pickett est sélectionné en 20e choix global lors du premier tour de la draft 2022 de la NFL par la franchise des Steelers de Pittsburgh. Il est le seul quarterback de sa draft à être sélectionné au premier tour.

#### Steelers de Pittsburgh

##### 2022
Mitchell Trubisky ayant été mis sur le banc par l'entraîneur principal, Pickett fait ses débuts NFL lors de la deuxième mi-temps du match perdu 20 à 24 contre les Jets de New York en 4e semaine de la saison 2022. Il réussit 10 des 13 passes tentées et inscrit deux touchdowns à la course mais se fait intercepter à trois reprises. Lors de sa première tentative de passe professionnelle, il lance en profondeur vers son receveur Chase Claypool mais le ballon est intercepté par Jordan Whitehead. Au terme de son deuxième drive, Pickett inscrit son premier touchdown professionnel à la suite d'une course.
Le 4 octobre 2022, Pickett est désigné titulaire par l'entraîneur principal Mike Tomlin. Pour son premier match en tant que titulaire, il réussit 34 des 51 passes tentées et gagne un total de 327 yards malgré une interception (défaite 3 à 38 contre les Bills). Il inscrit son premier touchdown à la passe lors du 6e match de la saison contre les Buccaneers (réception de Najee Harris) mais doit quitter le terrain à la suite d'une commotion subie au cours du troisième quart temps. Les Steelers remportent le match 20 à 18 ce qui permet à Pickett de remporter son premier match professionnel en tant que titulaire.
Il est de nouveau victime d'une commotion lors du match en 14e semmaine contre les Ravens. Il doit faire l'impasse sur le match suivant mais reprend sa place contre les Raiders en 16e semaine. Il inscrit d'ailleurs le touchdown victorieux (13 à 10) à la suite d'une passe de 14 yards vers George Pickens (en) alors qu'il reste moins d'une minute de jeu. Il récidive la semaine suivante, inscrivant le touchdown de la victoire (16 à 13) à moins d'une minute de la fin du match (passe de 10 yards vers Najee Harris). Il devient ainsi le premier quarterback rookie de l'histoire de la NFL à inscrire un touchdown victorieux au cours de la dernière minute d'un 4e quart temps lors de deux matchs consécutifs,.

##### 2023
En 3e semaine chez les Raiders (victoire 23 à 18), Pickett réussit 16 des 28 passes tentées pour un gain de 235 yards et 2 touchdowns, son premier match professionnel à plus d'un touchdown inscrit à la passe. La semaine suivant, il réussit 15 de ses 23 passes pour un gain de 114 yards et une interception avant de souffrir d'une contusion osseuse tard dans le troisième quart temps (défaite 6 à 30 en déplacement chez les Texans). Lors de la victoire 24 à 17 contre les Rams en 7e semaine, Pickett inscrit son premier touchdown à la course de la saison à la suite d'un quarterback sneak. Il se blesse aux côtes à la fin du deuxième quart temps la semaine suivante lors du match perdu 10 à 20 en déplacement chez les Jaguars. Il est cependant apte à jouer quatre jours plus tard contre les Titans, menant son équipe à la victoire 20 à 16, inscrivant à la passe le touchdown de la victoire lors du 4e quart temps. Pickett subit une entorse à la cheville haute lors du 13e match de la saison et subit une intervention chirurgicale pour accélérer le processus de guérison. Il est réactivé pour la 18e semaine, mais doit se contenter du rôle de remplaçant à la suite du succès de Mason Rudolph.

#### Philadelphia

##### 2024
Les Steelers ayant signé le quarterback Russell Wilson qui était agent libre, Pickett est échangé le 16 mars 2024 aux Eagles de Philadelphie avec un choix de 4e tour de la draft 2024 contre un choix de 3e tour 2024 et deux choix de 7e tour 2025.
Pickett commence la saison en tant que premier remplaçant de Jalen Hurts, malgré une concurrence acharnée avec Tanner McKee (en). Le 20 octobre, Pickett monte au jeu lors du match contre les Giants (victoire 28 à 3) et tente une passe qui se révèle incomplète.

#### Cleveland
Le 12 mars 2025, les Eagles échangent Pickett aux Browns de Cleveland contre un choix de 5e toiur de la draft 2025 et le quarterback Dorian Thompson-Robinson (en).
Selon Pickett, les Browns devraient faire de lui le titulaire au poste de quarterback en 2025.

## Statistiques

### Universitaires
| Année       | Équipe                 | Statut      | MJ |         | Passes   | Passes | Passes | Passes | Passes | Passes | Passes  |       | Courses | Courses | Courses | Courses |
| Année       | Équipe                 | Statut      | MJ | Tentées | Réussies | Pct.   | Yards  | TD     | Int.   | Éval.  | Tentées | Yards | Moy.    | TD      |         |         |
| 2017        | Panthers de Pittsburgh | Fr.         | 04 | 066     | 039      | 59,1   | 0 509  | 01     | 1      | 125,8  | 026     | 093   | 3,6     | 2       |         |         |
| 2018        | Panthers de Pittsburgh | So.         | 14 | 310     | 180      | 58,1   | 1 969  | 12     | 6      | 120,3  | 117     | 220   | 1,9     | 3       |         |         |
| 2019        | Panthers de Pittsburgh | Jr.         | 12 | 469     | 289      | 61,6   | 3 098  | 13     | 9      | 122,4  | 095     | 110   | 1,2     | 2       |         |         |
| 2020        | Panthers de Pittsburgh | Sr.         | 09 | 332     | 203      | 61,1   | 2 408  | 13     | 9      | 129,6  | 081     | 145   | 1,8     | 8       |         |         |
| 2021        | Panthers de Pittsburgh | Sr.         | 13 | 497     | 334      | 67,2   | 4 319  | 42     | 7      | 165,3  | 097     | 241   | 2,5     | 5       |         |         |
| Totaux NCAA | Totaux NCAA            | Totaux NCAA | 52 | 1 674   | 1 045    | 62,4   | 12 303 | 81     | 32     | 136,3  | 416     | 809   | 1,9     | 20      |         |         |

### NFL Scouting Combine
| Taille              | Poids          | Bras           | Main          | Sprint   | Sprint   | Sprint   | Shuttle 20 yards | 3 cones drill | Détente        | Détente             | Développé couché | Test Wonderlic |
| Taille              | Poids          | Bras           | Main          | 40 yards | 10 yards | 20 yards | Shuttle 20 yards | 3 cones drill | verticale      | horizontale         | Développé couché | Test Wonderlic |
| 1,91 m (6 ft 3¼ in) | 98 kg (217 lb) | 78 cm (30⅞ in) | 22 cm (8½ in) | 7,73 s   | 1,56 s   | 2,67 s   | 4,29 s           | -             | 85 cm (33½ in) | 3,07 m (10 ft 1 in) | -                | 17             |

### Professionnelles
| Année               | Équipe                 | MJ |                 | Passes          | Passes          | Passes          | Passes          | Passes          | Passes          | Passes          |                 | Courses         | Courses         | Courses | Courses |     | Sacks  | Sacks |  | Fumbles | Fumbles |
| Année               | Équipe                 | MJ | Tentées         | Réussies        | Pct.            | Yards           | TD              | Int.            | Éval.           | Tentées         | Yards           | Moy.            | TD              | Nb.     | Yards   | Nb. | Perdus |       |  |         |         |
| 2022                | Steelers de Pittsburgh | 13 | 389             | 245             | 63,0            | 2 064           | 7               | 9               | 76,7            | 55              | 237             | 4,3             | 3               | 27      | 182     | 4   | 1      |       |  |         |         |
| 2023                | Steelers de Pittsburgh | 12 | 324             | 201             | 62,0            | 2 070           | 6               | 4               | 81,4            | 42              | 054             | 1,3             | 1               | 23      | 173     | 2   | 0      |       |  |         |         |
| 2024                | Eagles de Philadelphie | 05 | 042             | 025             | 59,5            | 0 291           | 2               | 1               | 86,5            | 09              | 015             | 1,7             | 1               | 04      | 033     | 1   | 0      |       |  |         |         |
| 2025                | Browns de Cleveland    | ?  | Saison en cours | Saison en cours | Saison en cours | Saison en cours | Saison en cours | Saison en cours | Saison en cours | Saison en cours | Saison en cours | Saison en cours | Saison en cours | ?       | ?       | ?   | ?      |       |  |         |         |
| Totaux NFL          | Totaux NFL             | 25 | 713             | 446             | 62,5            | 4 474           | 13              | 13              | 79,3            | 97              | 291             | 3,0             | 4               | 51      | 363     | 6   | 1      |       |  |         |         |
| Totaux Pittsburgh   | Totaux Pittsburgh      | 25 | 713             | 446             | 62,5            | 4 474           | 13              | 13              | 79,3            | 97              | 291             | 3,0             | 4               | 51      | 363     | 6   | 1      |       |  |         |         |
| Totaux Philadelphia | Totaux Philadelphia    | 05 | 042             | 025             | 59,5            | 0 291           | 02              | 01              | 86,5            | 09              | 015             | 1,7             | 01              | 04      | 033     | 1   | 0      |       |  |         |         |

| Année               | Équipe                 | MJ |              | Passes       | Passes       | Passes       | Passes       | Passes       | Passes       | Passes       |              | Courses      | Courses      | Courses | Courses |     | Sacks  | Sacks |  | Fumbles | Fumbles |
| Année               | Équipe                 | MJ | Tentées      | Réussies     | Pct.         | Yards        | TD           | Int.         | Éval.        | Tentées      | Yards        | Moy.         | TD           | Nb.     | Yards   | Nb. | Perdus |       |  |         |         |
| 2023                | Steelers de Pittsburgh | 0  | N'a pas joué | N'a pas joué | N'a pas joué | N'a pas joué | N'a pas joué | N'a pas joué | N'a pas joué | N'a pas joué | N'a pas joué | N'a pas joué | N'a pas joué | -       | -       | -   | -      |       |  |         |         |
| 2024                | Eagles de Philadelphie | 2  | 1            | 0            | 0,0          | 0            | 0            | 0            | 39,6         | 5            | -7           | -1,4         | 0            | 0       | 0       | 0   | 0      |       |  |         |         |
| Totaux Philadelphia | Totaux Philadelphia    | 2  | 1            | 0            | 0,0          | 0            | 0            | 0            | 39,6         | 5            | -7           | -1,4         | 0            | 0       | 0       | 0   | 0      |       |  |         |         |